# شوطس
شَوْطَس (الاسم العلمي: Anomia)، جنس حيوانات بحرية من الرخويات وفصيلة الشوطسيات. تُعرف عادةً باسم الأصداف الرنانة لأنه عندما يتم هز حفنة منها فإنها تصدر صوت جلجلة، على الرغم من أن بعضها يُعرف أيضًا باسم محار السرج.
ظهر هذا الجنس لأول مرة في العصر البرمي في الصين وإيطاليا وباكستان. أنواعه شائعة في كل من المحيطات الاستوائية والمعتدلة وتعيش في المقام الأول ملتصقة بالصخور أو الأصداف الأخرى عبر مِلصاقات متكلسة تمتد عبر الصمام السفلي. تميل أصداف الشوطس إلى اتخاذ الشكل السطحي حينما ترتبط به؛ وبالتالي، إذا ألتصق الشوطس بصدفة الأسقلوب، فسوف تظهر صدفة الشوطس مضلعة. عُثر على أنواعه أ. كولومبيانا في تكوين لا فرونتيرا في بوياكا وكونديناماركا وهويلا في كولومبيا.

## الأنواع
الأنواع:
- Anomia achaeus Gray, 1850
- Anomia alta Giebel, 1856
- Anomia ampulla Brocchi, 1814
- Anomia andraei Giebel, 1856
- Anomia angulata Linnæus, 1758
- Anomia archaeus Gray, 1849
- Anomia argentaria Morton, 1833
- Anomia aurita Linnæus, 1758
- Anomia beryx Giebel, 1856
- Anomia biloba Linnæus, 1758
- Anomia bilocularis Hisinger, 1799
- Anomia bipartita Brocchi, 1814
- Anomia biplicata Brocchi, 1814
- Anomia boettgeri Martin, 1909
- Anomia caputserpentis Linnaeus, 1758
- Anomia chinensis Philippi, 1849
- Anomia complanata Brocchi, 1814
- Anomia convexa Sowerby, 1836
- Anomia costata Brocchi, 1814
- Anomia costulata (Roemer, 1839)
- Anomia craniolaris Linnæus, 1758
- Anomia cymbula Tate, 1886
- Anomia cytaeum Gray, 1850
- Anomia daduensis Iqbal, 1980
- Anomia ephippioides Gabb, 1860
- Anomia ephippium Linnaeus, 1758
- Anomia fareta Linnæus, 1758
- Anomia favrii Stoppani, 1865
- Anomia gryphus Linnaeus, 1758
- Anomia hammetti Harris, 1919
- Anomia hannai Wiedey, 1929
- Anomia haustellum Houttuyn, 1787
- Anomia hinnitoides Cossmann, 1887
- Anomia hysterita Linnaeus, 1758
- Anomia inconspicua Clark, 1918
- Anomia interrupta Eames, 1951
- Anomia kateruensis Hislop, 1860
- Anomia lacunosa Linnaeus, 1758
- Anomia laevigata Sowerby, 1836
- Anomia lineata Gabb, 1864
- Anomia linensis Whiteaves, 1900
- Anomia lisbonensis Aldrich, 1886
- Anomia macostata M.Huber, 2010
- Anomia mamillaris Anderson, 1929
- Anomia mcgoniglensis Hanna, 1927
- Anomia microstriata Dockery, 1982
- Anomia mortilleti Stoppani, 1865
- Anomia navicellodies Harris, 1919
- Anomia onslowensis Richards, 1943
- Anomia orbiculata Brocchi, 1814
- Anomia ornata Gabb, 1876
- Anomia ornata Locard, 1898
- Anomia pakistanica Eames, 1951
- Anomia papyracea Orbigny, 1847
- Anomia paucistriata Brown, 1905
- Anomia pectinata Linnæus, 1758
- Anomia pellisserpentis Brocchi, 1814
- Anomia perlineata Wade, 1926
- Anomia peruviana d'Orbigny, 1846 (synonym: Anomia fidenas Gray, 1850)
- Anomia plicata Brocchi, 1814
- Anomia primaeva Deshayes, 1858
- Anomia prisca Gemmellaro, 1896
- Anomia pseudoradiata d'Orbigny, 1850
- Anomia radiata Sowerby, 1836
- Anomia reticularis Linnaeus, 1758
- Anomia ruffini Conrad, 1843
- Anomia sandalinum Linnaeus, 1771
- Anomia schafhaeutli (Winkler, 1859)
- Anomia senescens Stanton, 1895
- Anomia septenaria Olsson, 1928
- Anomia sergipensis Maury, 1936
- Anomia simplex d'Orbigny, 1853
- Anomia simplexiformis Brown, 1905
- Anomia sinuosa Brocchi, 1814
- Anomia spec Linnæus, 1758
- Anomia striata Brocchi, 1814
- Anomia striata J.de C.Sowerby, 1823
- Anomia striatula Linnaeus, 1758
- Anomia sublaevigata Orbigny, 1850
- Anomia talahabensis Martin, 1922
- Anomia taylorensis Mansfield, 1940
- Anomia tenuistriata Deshayes, 1824
- Anomia terebratula Linnaeus, 1758
- Anomia trigonopsis F.W.Hutton, 1877
- Anomia vancouverensis Gabb, 1869
- Anomia vaquerosensis Loel & Corey, 1932
- Anomia verbeeki Martin, 1881
- Anomia vespertilio Brocchi, 1814

## الأنواع المعاد تعيينها
نظرًا لأن الشوطس أُنْشِئَ في وقت مبكر جدًا من علم الحفريات، فقد تم إعادة تعيين العديد من أنواعه؛ تم التعرف على معظمها الآن على أنها عضديات الأرجل.
- A. angulata مرادف (تصنيف) Yanishewskiella angulata [الإنجليزية], عضدي الأرجل
- A. biloba مرادف (تصنيف) Dicoelosia biloba  [لغات أخرى]‏, brachiopod
- A. bilocularis مرادف (تصنيف) Conchidium biloculare [الإنجليزية], عضدي الأرجل
- A. caputserpentis Linné, 1758 مرادف (تصنيف) غير محدد نفيدية عضدي الأرجل
- A. caputserpentis Linné, 1767 مرادف (تصنيف) Terebratulina caputserpentis  [لغات أخرى]‏, عضدي الأرجل
- A. craniolaris مرادف (تصنيف) Crania craniolaris  [لغات أخرى]‏, عضدي الأرجل
- A. crispa مرادف (تصنيف) Delthyris elegans [الإنجليزية], عضدي الأرجل
- A. detruncata مرادف (تصنيف) Megathyris detruncata [الإنجليزية], عضدي الأرجل
- A. furcata مرادف (تصنيف) Monia zelandica
- A. nobilis مرادف (تصنيف) Monia nobilis [الإنجليزية]
- A. pectinata مرادف (تصنيف) Rhynchora pectinata [الإنجليزية], عضدي الأرجل
- A. placenta  مرادف (تصنيف) صحيفيات
- A. psittacea مرادف (تصنيف) Hemithiris psittacea  [لغات أخرى]‏, عضدي الأرجل
- A. reticularis مرادف (تصنيف) Atrypa reticularis  [لغات أخرى]‏, عضدي الأرجل
- A. retusa Linné, 1758 مرادف (تصنيف) Terebratulina caputserpentis  [لغات أخرى]‏, عضدي الأرجل
- A. rubra مرادف (تصنيف) Kraussina rubra, عضدي الأرجل
- A. sella مرادف (تصنيف) صحيفيات
- A. squamula مرادف (تصنيف) Heteranomia squamula [الإنجليزية]
- A. terebratula مرادف (تصنيف) نفيدة, عضدي الأرجل
- A. vitrea  مرادف (تصنيف) Gryphus vitreus  [لغات أخرى]‏,عضدي الأرجل